# Gwary alzackie
Gwary alzackie (Elsässerdeutsch/Elsässisch, fr. Alsacien) – gwary z grupy staro-wysoko-niemieckiej, często uznawane za jedną z odmian dialektu alemańskiego języka niemieckiego, posługują się nimi Alzatczycy, zamieszkujący Alzację, leżącą we wschodniej części Francji przy granicy z Niemcami. 
Etnolektami tymi posługuje się 1,5 mln osób; 80 do 90% z nich używa jednocześnie języka francuskiego, który jest językiem urzędowym i edukacji. Nie mają ustalonej normy literackiej, rzadko są zapisywane (jako język literacki funkcjonuje język francuski i rzadziej język niemiecki), nie są stosowane w edukacji (konstytucja Francji zakazuje nauczania w języku innym niż francuski), próby wprowadzenia w Alzacji w latach dziewięćdziesiątych dwujęzycznych (francusko-alzackich) nazw ulic i miejscowości ograniczyły się do kilku miast. Od końca II wojny są stopniowo wypierane przez język francuski, szczególnie w miastach. Obecnie tylko 39% dorosłych Alzatczyków (i 1/4 dzieci) zna tę mowę, jeszcze mniejsza liczba posługuje się nią regularnie ze spadającą tendencją. Tym samym gwary alzackie wliczane są do wymierających dialektów. 